# Brachygobius mekongensis
Brachygobius mekongensis  es una especie de peces de la familia de los Gobiidae en el orden de los Perciformes.

## Morfología
Los machos pueden llegar a alcanzar los 1,8 cm de longitud total. Llegando a medir entre 0,65 a 0,85 de ancho.

## Hábitat
Es un pez de Agua dulce, de clima tropical y demersal.

## Distribución geográfica
Se encuentran en Asia:  cuenca del río Mekong en Tailandia, Laos y Camboya.

## Observaciones
Es inofensivo para los humanos.